# Hache à douille

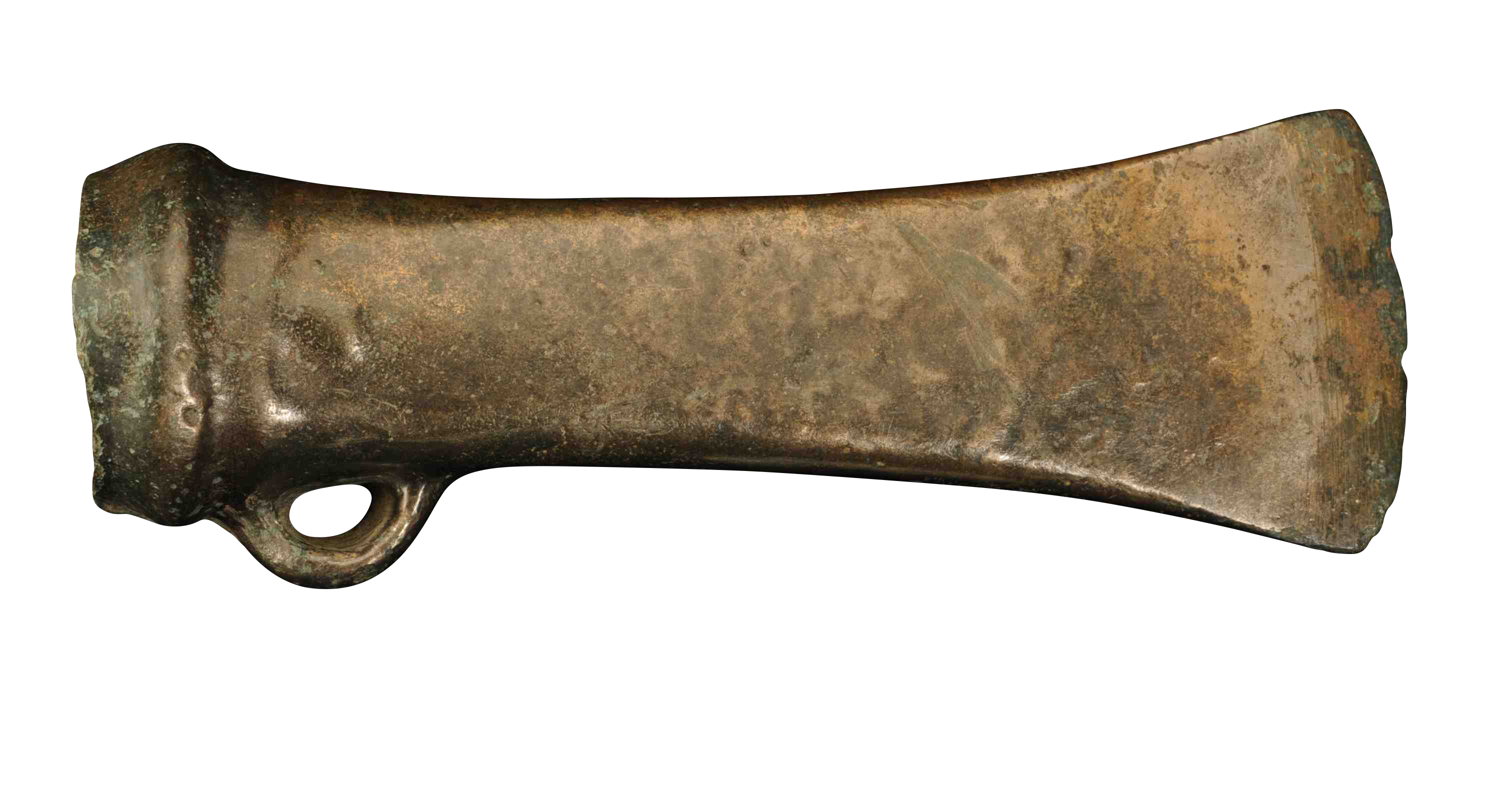
Hache à douille du type Plainseau en bronze, dépôt de Heppeneert (Belgique), Bronze final IIIb, vers 950-800 av. J.-C., collection de la Fondation Roi Baudouin, Musée gallo-romain de Tongres

Une hache à douille en bronze est un type de hache protohistorique, apparu dès le Bronze moyen, qui a connu une importante diffusion à l'âge du bronze final et au premier âge du fer dans toute l'Europe. Une production particulière du premier âge du fer en Armorique (Bretagne et Basse-Normandie actuelles principalement), de haches non fonctionnelles au métal très riche en plomb, aurait eu selon certains archéologues une utilisation monétaire et/ou rituelle.

## Apparition et diffusion en Europe

### Des simulacres d'outils

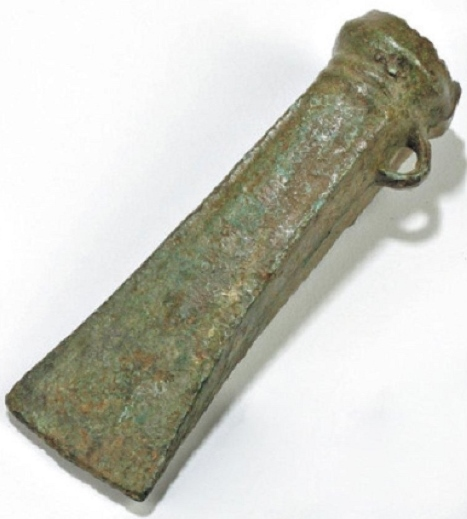
Hache à douille armoricaine du type Le Tréhou, avec anneau latéral (dépôt de Guesman)

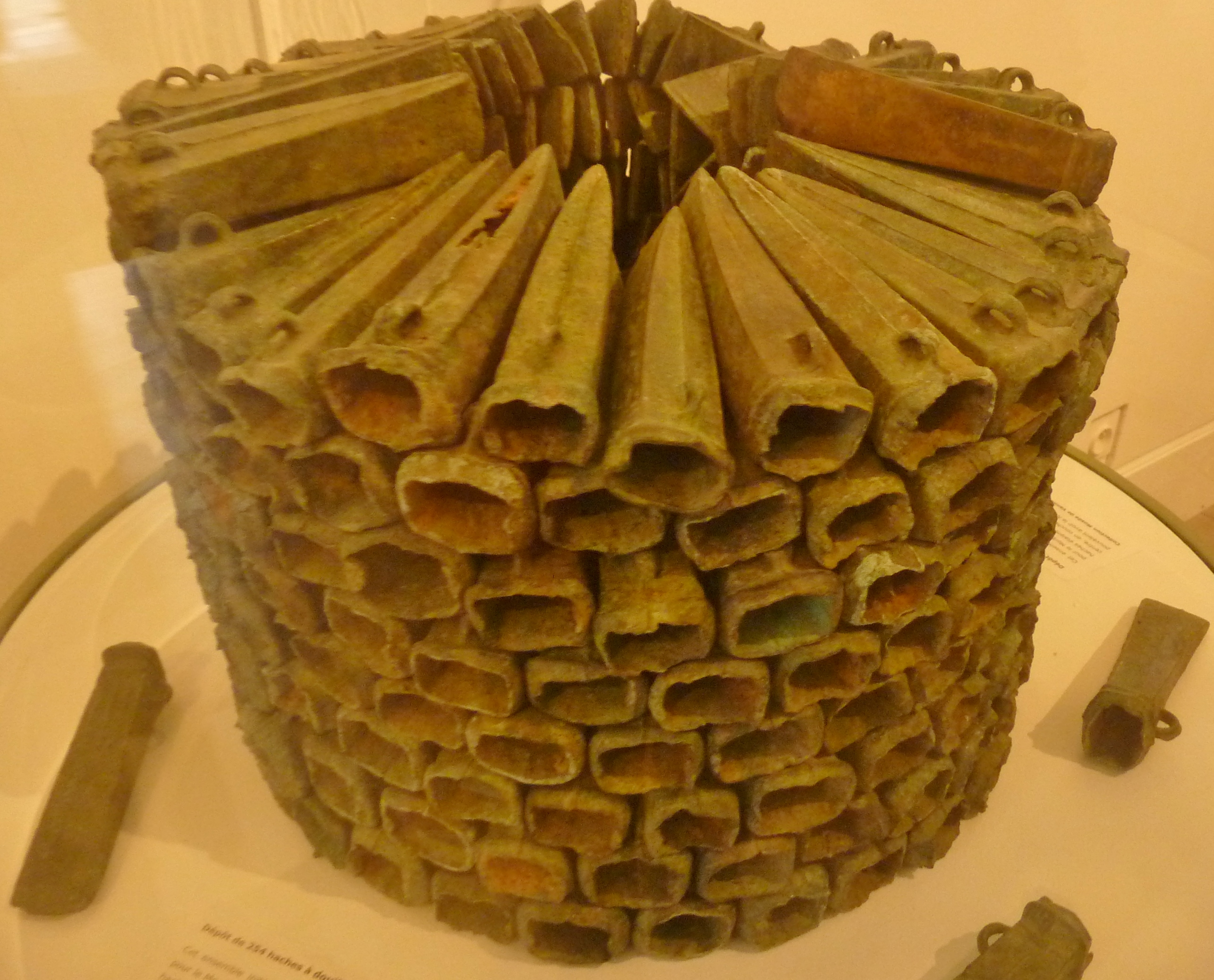
Le dépôt de haches à douille de Langonnet (musée d'histoire et d'archéologie de Vannes)

La hache à douille en bronze, apparaît à l'âge du bronze moyen en Europe, et s'y diffuse surtout au cours du final. Sa typologie est très variée dans le détail. Sa production se poursuit pendant tout le premier âge du fer. Des types nouveaux à douille à section quadrangulaire connaissent une énorme  diffusion en Armorique ; ces haches à douille tardives sont appelées pour cette raison, haches à douille de type armoricain. Elles sont en bronze contenant d'importantes quantités de plomb qui les rendent fragiles et inutilisables. Elles n'ont visiblement jamais servi d'outils et certains archéologues voient en elles une sorte de proto-monnaie. Les archéologues Gabriel et Adrien de Mortillet ont écrit à leur sujet en 1881 : « Lorsque le fer est arrivé, la domination religieuse et l'orgueil aristocratique, qui s'appuient toujours sur le passé, se sont emparés de la hache de bronze pour en faire un objet votif, rituel, et un signe de distinction ».
Ces haches à douilles de l'âge du fer sont des simulacres d’outils (une importante production d'outils et d'armes fonctionnels en bronze continue cependant au cours du premier âge du Fer, comme le montrent un certain nombre de dépôts allemands, par exemple celui de Wattenheim/Alsenborn, Kr. Kaiserlautern, en Sarre). Elles sont enfouies en dépôts parfois très volumineux (un dépôt trouvé à Maure-de-Bretagne en contenait plus de 4 000), parfois à proximité de petites exploitations familiales, comme à Langonnet, ou encore sur le site de Kergariou à Quimper, fouillé par Yves Ménez en 2005. D'autres dépôts de haches à douille ont été trouvés à Bogoudonou en Mahalon, à Plonéis, au Tréhou dans le Finistère, à Kerhon en Roudouallec, à Brandivy et Locoal-Mendon dans le Morbihan, à Loudéac et Kergrist-Moëlou dans les Côtes-d'Armor, à Chailloué, Saint-James et Moidrey, à Couville dans la Manche, etc.

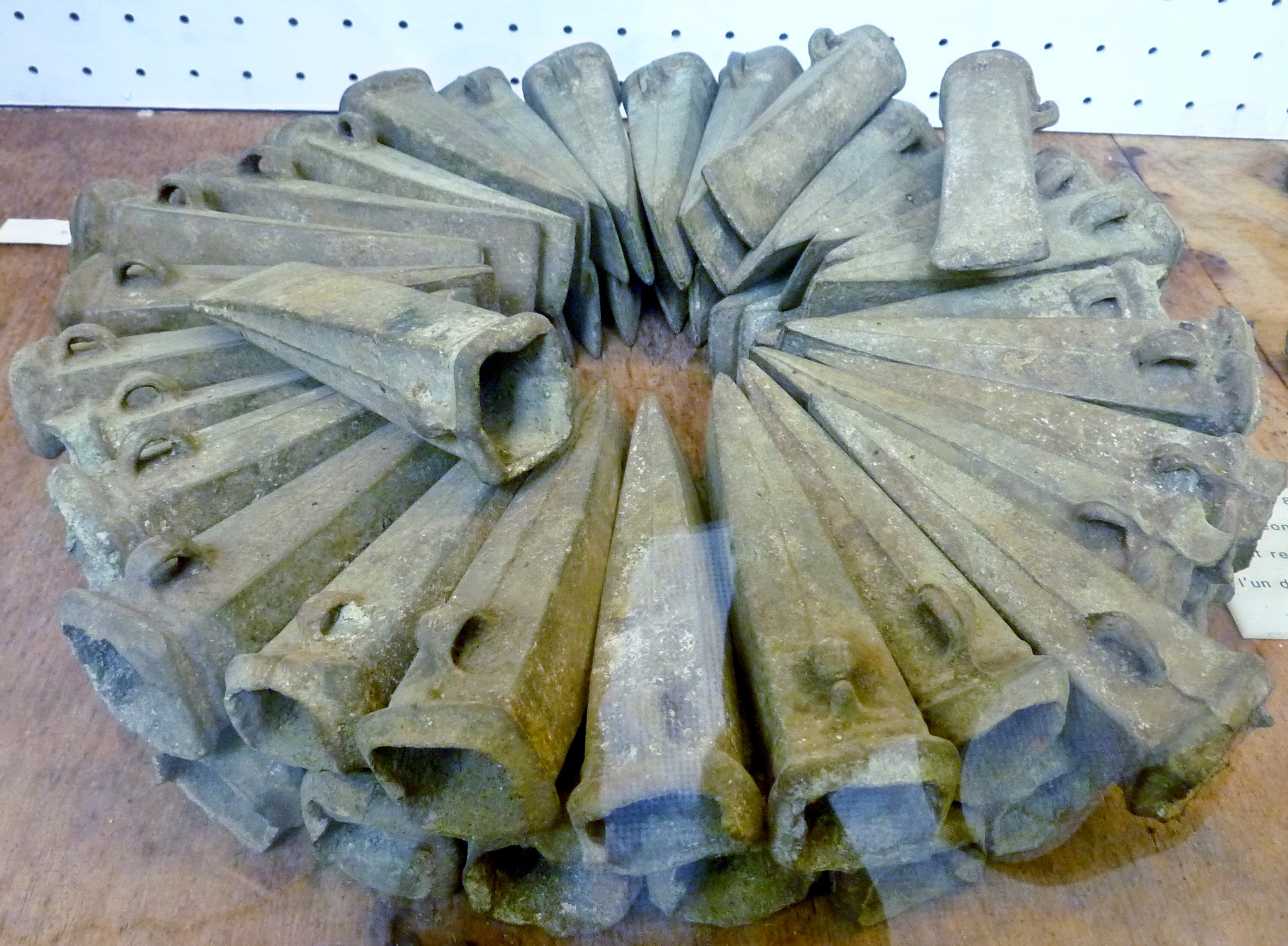
Le dépôt de 89 haches à douille de Kerléonet en Spézet (Musée de la préhistoire finistérienne de Penmarc'h)
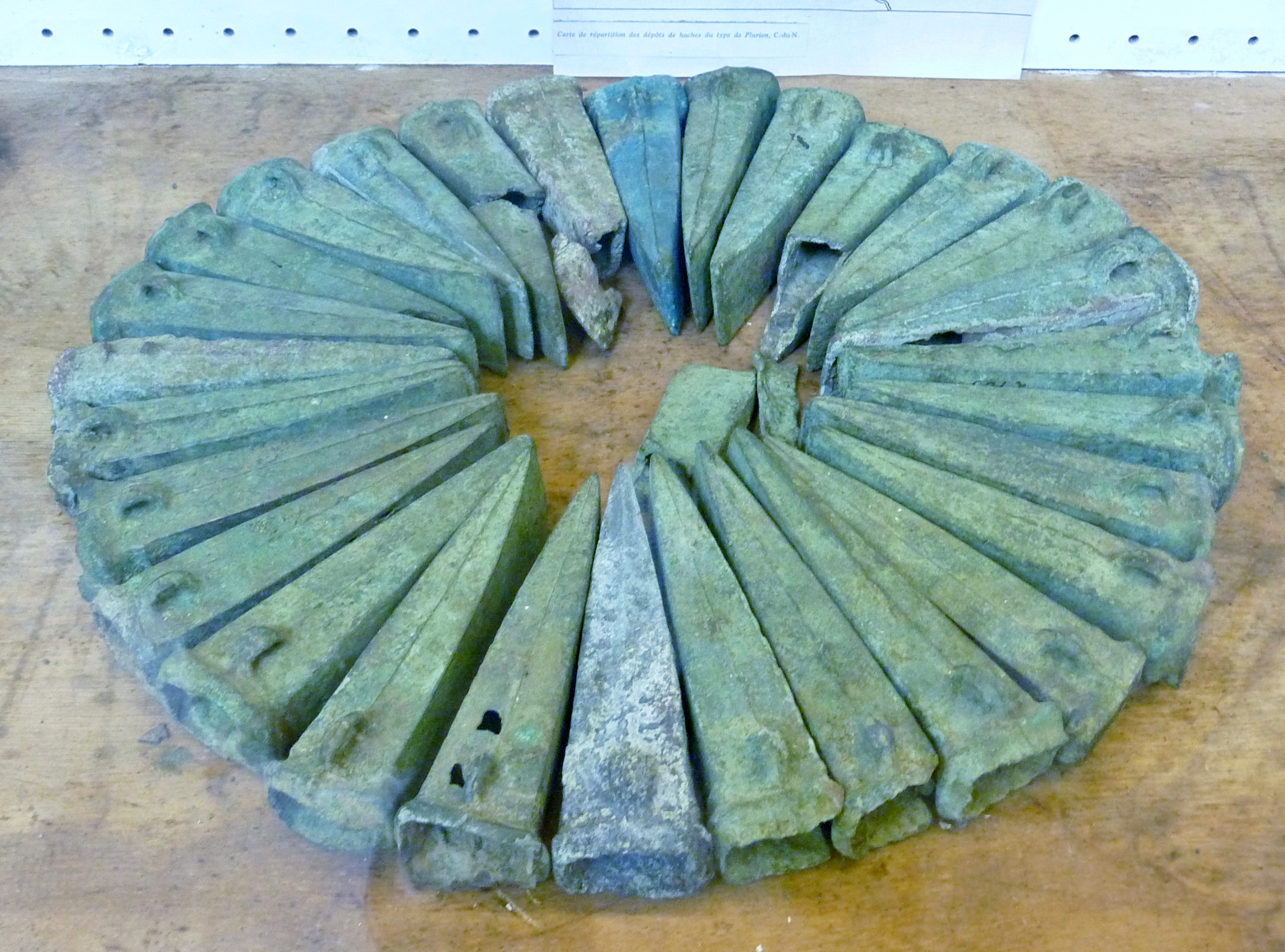
Dépôt de 30 à 40 haches à douille trouvées en 1928 à La Châtaigneraie (Musée de la préhistoire finistérienne de Penmarc'h). Leur petit anneau latéral permettait de les relier entre elles et de les transporter plus facilement.
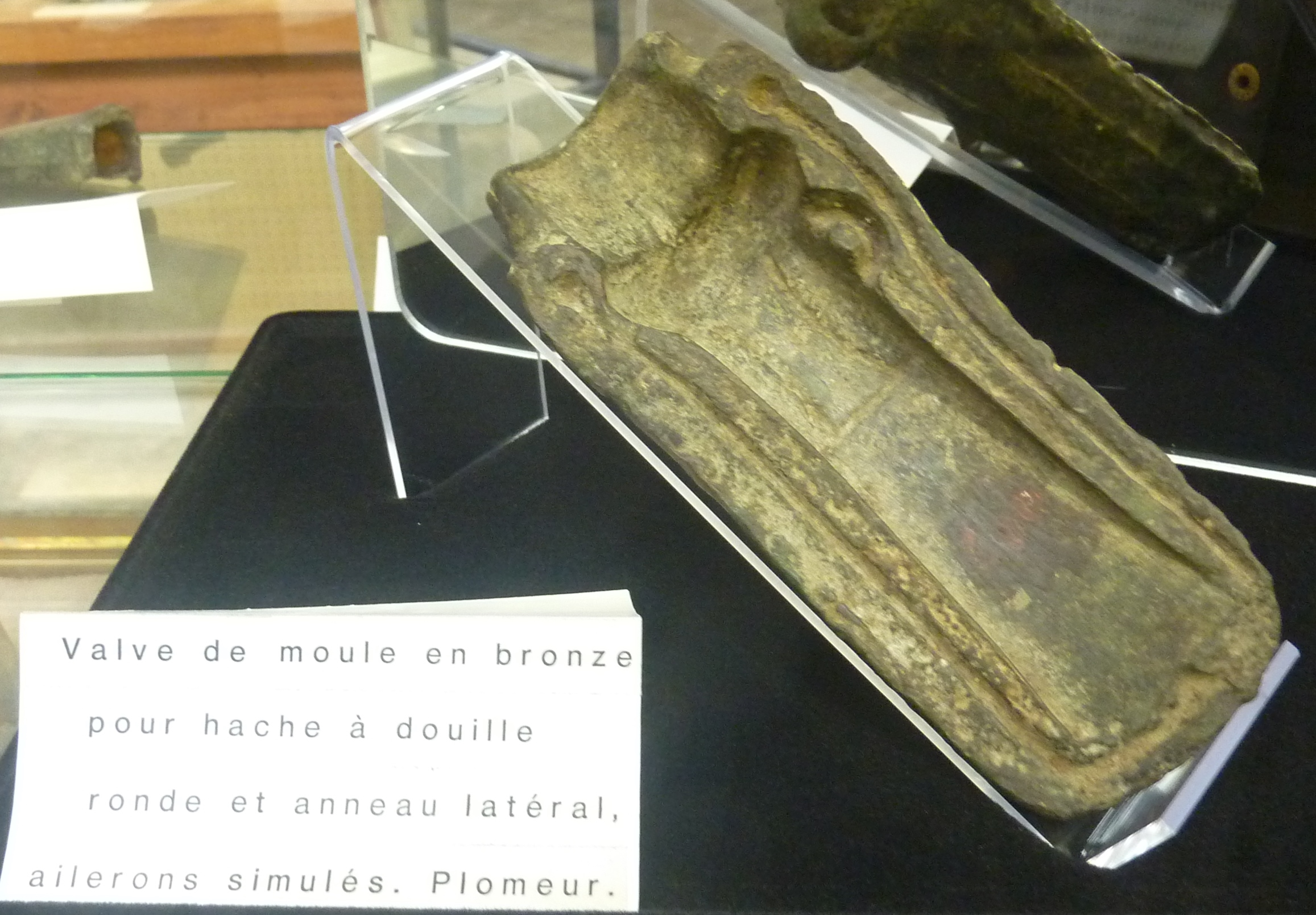
Valve de moule en bronze pour hache à douille ronde avec anneau latéral et ailerons simulés, trouvée à Plomeur (Musée de la préhistoire finistérienne de Penmarc'h)
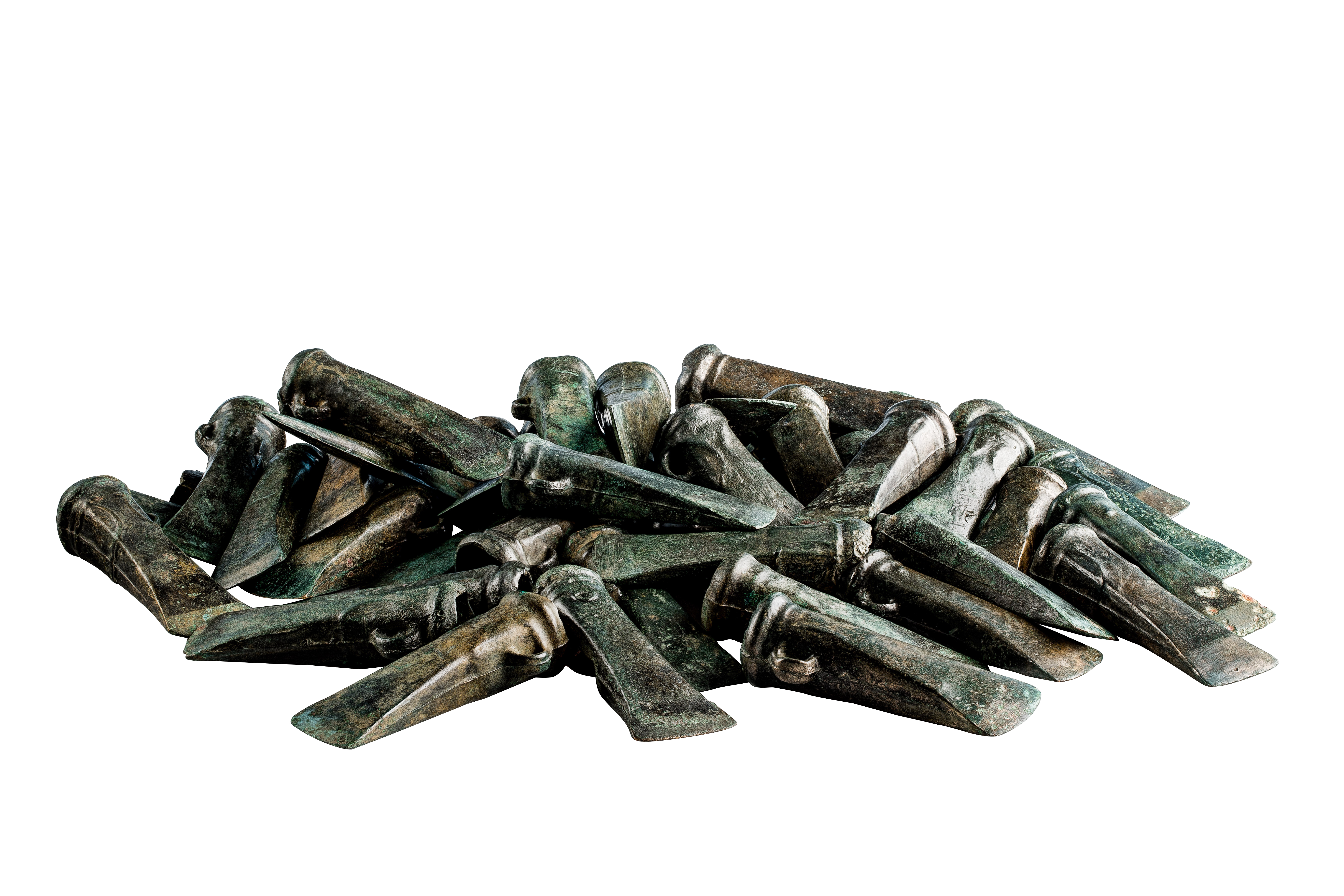
Dépôt de 47 haches à douille fonctionnelles trouvé à Heppeneert (Belgique), Bronze final IIIb, vers 950-800 av. J.-C., collection de la Fondation Roi Baudouin, Musée gallo-romain de Tongres

### Des marqueurs d'identité en Armorique

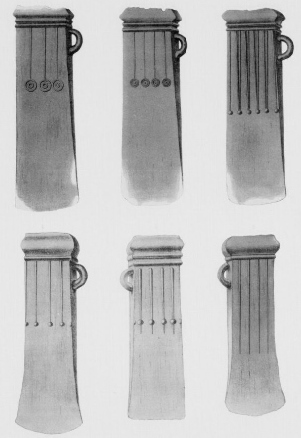
Différents modèles de haches à douille trouvées dans les Côtes-du-Nord au XIXe siècle (Trésors archéologiques de l'Armorique occidentale : album en chromolithographie, publié par la Société d'émulation des Côtes-du-Nord, 1886).

L'archéologue Jacques Briard a distingué plusieurs variétés de haches à douille de type armoricain : le type de Brandivy, celui de Dahouët, celui du Tréhou, celui de Plurien, celui de Chailloué, celui de Couville, celui de Maure, celui de Saint-James.
Ni armes, ni outils, les haches à douille de type armoricain sont désormais considérées comme une marque identitaire des groupes humains alors présents en Armorique, du VIIIe  au  Ve siècle avant notre ère. Certains les considèrent comme les prémices de ce qui deviendra la monnaie : elles auraient été thésaurisées pour affirmer la puissance et la richesse de leurs propriétaires et surtout, très probablement dans un but rituel : alors que la pratique des dépôts de métal avait quasiment cessé après l'âge du bronze, au cours du VIIIe et du début du VIIe siècle av. J.-C., leur dépôt en nombre important est un phénomène caractéristique de la reprise de l'enfouissement de stocks de métal au cours du VIIe siècle av. J.-C. en Gaule, qui connaît des équivalents au même moment en Centre-Ouest et Pays de la Loire ou en Languedoc.
D'autres types de haches préhistoriques existent, par exemple les haches à aileron (caractérisées par une lame de métal de coupe transversale rectangulaire, terminée par un tranchant), les haches à talon (elles comportent deux parties distinctes, le talon qui est la zone d’emmanchement et la lame qui prolonge le talon), les haches à rebords (caractérisées par des rebords latéraux perpendiculaires au corps de la hache, qui servent à fixer le manche muni de deux languettes à son extrémité, etc.

## Une utilisation militaire au Proche-Orient
En Mésopotamie, l'utilisation des haches comme outil n'a pas connu une évolution semblable à l'Europe. En revanche, la production et l'emploi de haches à douille de combat sont bien attestés à l'âge du bronze, comme le montrent les haches sumériennes du IIIee millénaire av. J.-C., répandues alors dans toute la région. À partir du IIe millénaire av. J.-C. se développe un style de hache spécifique, notamment découvert lors des fouilles de Tepe Giyan, dont la caractéristique majeure réside dans la stylisation du dos du tranchant. Des haches mésopotamiennes ont été trouvées jusque dans les caveaux de Bani Surmah, montrant ainsi que les bronzes dits du Loristan ne proviennent pas nécessairement de cette région.